# فرودگاه منانگ
فرودگاه منانگ (به انگلیسی: Manang Airport) یک فرودگاه است که یک باند فرود دارد. این فرودگاه در شهر منانگ کشور نپال واقع شده است.

## شرکت‌های هواپیمایی و مقصدهای پروازی
| شرکت‌های هواپیمایی | مقصدهای پروازی   |
| ----------------- | ---------------- |
| نپال ایرلاینز     | پوکارا           |
| Tara Air          | تریبهوان، پوکارا |